# Kosmos 887
Kosmos 887, sovjetski vojni navigacijski i komunikacijski satelit iz programa Kosmos. Vrste je Parus.
Lansiran je 28. prosinca 1976. godine u 07:50 s kozmodroma Pljesecka, s mjesta 132/1. Lansiran je u nisku orbitu oko planeta Zemlje raketom nosačem Kosmos-3M 11K65M. Orbita mu je 951 km u perigeju i 1016 km u apogeju. Orbitne inklinacije je 82,95°. Spacetrackov kataloški broj je 9637 COSPARova oznaka je 1976-128A. Zemlju obilazi u 104,76 minuta.
Iz misije su ostala još dva dijela koja su ostala kružiti u niskoj orbiti.

## Vanjske poveznice
- N2YO.com Search Satellite Database (engl.)
- Celes Trak SATCAT Format Documentation (engl.)
- Kunstman  Arhivirana inačica izvorne stranice od 12. kolovoza 2019. (Wayback Machine) Satellites in Orbit (engl.)